# Municipio de Norwood (Míchigan)
El municipio de Norwood (en inglés: Norwood Township) es un municipio ubicado en el condado de Charlevoix en el estado estadounidense de Míchigan. En el año 2010 tenía una población de 723 habitantes y una densidad poblacional de 11,44 personas por km².

## Geografía
El municipio de Norwood se encuentra ubicado en las coordenadas 45°15′34″N 85°21′23″O / 45.25944, -85.35639. Según la Oficina del Censo de los Estados Unidos, el municipio tiene una superficie total de 63.21 km², de la cual 47,03 km² corresponden a tierra firme y (25,59 %) 16,18 km² es agua.

## Demografía
Según el censo de 2010, había 723 personas residiendo en el municipio de Norwood. La densidad de población era de 11,44 hab./km². De los 723 habitantes, el municipio de Norwood estaba compuesto por el 96,96 % blancos, el 0,28 % eran afroamericanos, el 1,24 % eran amerindios, el 0,28 % eran asiáticos y el 1,24 % eran de una mezcla de razas. Del total de la población el 0,55 % eran hispanos o latinos de cualquier raza.